# Shapeshifter (2005)
Shapeshifter is een Amerikaanse film uit 2005 van The Asylum met Jennifer Lee Wiggins.

## Verhaal
In een zwaarbewaakte gevangenis komen zowel gevangenen als de bewakers gevangen te zitten als een demonisch beest de gevangenis binnen weet te komen. Terwijl het monster meteen begint met het doden van mensen, en na elk slachtoffer sterker wordt, moeten de gevangenen en bewakers samenwerken om het beest te stoppen. Hiervoor moeten ze het eeuwenoude geheim van de 'shapeshifter' zien te ontrafelen.

## Rolverdeling
| Acteur               | Personage   |
| -------------------- | ----------- |
| Jennifer Lee Wiggins | Ginny Lydon |
| Ocean Marciano       | Tyrese      |
| Chris Facey          | Riggs       |
| Vaz Andreas          | Velku       |
| Marat Glazer         | Marcoux     |